# 张百如
张百如（1954年7月—），广东龙川人，男，汉族，中华人民共和国政治人物。1971年10月参加工作，1974年2月加入中国共产党。

## 生平
早年曾以知青的身份在云南省思茅地区工作，后长期在云南省共青团系统工作，官至共青团云南省思茅地委书记兼中共孟连县委副书记。1989年10月，任思茅地区行署劳动局党组书记、局长。1991年6月，任中共思茅地委组织部常务副部长。1993年3月，任中共思茅地委组织部部长。1997年，任中共思茅地委副书记(其间：1995年8月至1997年12月，在中央党校函授党政管理专业本科班学习)。2001年4月，任中共迪庆藏族自治州州委书记。2004年11月，任中共云南省委组织部副部长（正厅级）。2008年6月，任中共云南省委组织部常务副部长（正厅级）。2012年8月，任云南省总工会主席并卸任云南省委组织部常务副部长。2013年1月，任云南省人大常委会副主任、党组成员，并继续担任云南省总工会主席。2016年1月，任云南省人大常委会党组副书记、副主任、云南省总工会主席。
2016年1月29日，云南省第十二届人大常委会第二十四次会议补选为第十二届全国人民代表大会代表。